# Турска лира
Турска лира (тур. Türk lirası) од 1. јануара 2005. године званична валута Турске и Северног Кипра.
Након периода веома високе инфлације која је константно била присутна од 1970. године, а нарочито изражене од 1990. године, уз помоћ Светске банке и ММФ-а Турска је успела да изврши корекцију курса, промовишући нову валуту уместо, сада већ старе, турске лире.
У тренутку када је инфлација започела, 1 амерички долар вредео је 9 турских лира, да би почетком 21. века курс износио читавих 1.350.000 турских лира.
1 (YTL/TRY) је еквивалент 1.000.000 турских лира (TL/TRL). 1 нова турска лира састоји се од 100 нових куруша.
Симбол за нову турску лиру (тур. Yeni Türk Lirası) је ₺, међународна ознака TRY, а шифра валуте 949.
На свим кованицама и новчаницама се налази лик Мустафе Кемала Ататурка из разних периода његовог живота. 
Курсна листа на дан 1. јануар [2005]. године:
- USD 1,00 = 1.325.700,00 TRL = 1,3257 TRY
- EUR 1,00 = 1.798.179,00 TRL= 1,79818 TRY
- GBP 1,00 = 2.563.061,00 TRL = 2,56306 TRY
- CAD 1,00 = 1.114.653,00 TRL = 1,11465 TRY
- CSD 1,00 = 23.551,00 TRL = 0,02355 TRY
- TRY 1,00 = 0,75432 USD
- TRY 1,00 = 0,55612 EUR
- TRY 1,00 = 0,39040 GBP
- TRY 1,00 = 0,89714 CAD
- TRY 1,00 = 42,46141 CSD

За разлику од турских лира, нова валута има и новчанице у апоенима 50 и 100 нових лира тј. еквивалент 50 и 100 милиона лира.
До краја 2005. године предвиђено је да платежно средство буду паралелно турска лира и нова турска лира.
Инфлација у 2010. је износила 10,61%.